# Ministero della cultura
Il Ministero della cultura (MiC) è un dicastero del governo italiano. È preposto alla tutela della cultura e dello spettacolo e alla conservazione del patrimonio artistico, culturale e del paesaggio. Nato nel 1974 come Ministero per i beni culturali e ambientali, negli anni ha assunto diverse denominazioni.
L'attuale ministro è Alessandro Giuli, in carica dal 6 settembre 2024.

## Storia
L'attuale dicastero nacque dallo scorporo dal Ministero della pubblica istruzione con la denominazione di "Ministero per i beni culturali e l'ambiente", istituito nel 1974 dal governo Moro IV e di lì a poco ribattezzato "Ministero per i beni culturali e ambientali". Il primo titolare del dicastero fu Giovanni Spadolini (vedi Ministri dei beni e delle attività culturali e del turismo della Repubblica Italiana per la citazione degli altri ministri incaricati dall'istituzione ad oggi).
Il nuovo ministero, programmaticamente definito "per" i beni culturali, a rimarcare la volontà di creare un organo prevalentemente tecnico, raccolse, in buona parte, le competenze e le funzioni in materia che erano prima del Ministero della pubblica istruzione, quali le antichità e le belle arti, le accademie e le biblioteche. A queste competenze e funzioni se ne aggiunsero alcune del Ministero dell'interno, come gli archivi di Stato, e della Presidenza del Consiglio dei ministri, come la discoteca di Stato, l'editoria libraria e diffusione della cultura.
Nel 1998 fu poi istituito il "Ministero per i beni e le attività culturali", che raccolse tutte le precedenti competenze e funzioni, alle quali vennero aggiunte: la promozione dello sport e della impiantistica sportiva e la promozione delle attività dello spettacolo in tutte le sue espressioni. L'anno successivo la riforma Bassanini confermò il dicastero riorganizzandone la struttura, e anticipandone l'entrata in vigore dal 2001, rispetto alla generalità degli altri ministeri.
Nel 2006, col governo Prodi II le competenze dello sport vennero assegnate al nuovo Dipartimento per le politiche giovanili e le attività sportive, presso la Presidenza del Consiglio dei ministri. Anche la promozione del turismo, precedentemente affidata al Ministero dello sviluppo economico, venne affidata alla Presidenza, presso il nuovo Dipartimento per lo sviluppo e la competitività del turismo, tuttavia la responsabilità di questa struttura venne affidata al ministro per i beni e le attività culturali Francesco Rutelli, che era anche vicepremier. Col governo Monti il dipartimento venne unificato a quello per gli affari regionali e all'ufficio per lo sport creando il Dipartimento per gli affari regionali, il turismo e lo sport.
Nel 2013 il governo Letta affida al ministro Massimo Bray la competenza sul turismo, e il ministero assume dunque la denominazione di "Ministero dei beni e delle attività culturali e del turismo". Tale delega è stata mantenuta sotto i successivi governi Renzi, Gentiloni e Conte II, con la sola eccezione del governo Conte I, durante il quale è stata affidata al Ministero delle politiche agricole alimentari e forestali. Nel 2021, con il governo Draghi, la competenza sul turismo viene affidata ad un nuovo ed apposito Ministero del turismo: di conseguenza, la denominazione del dicastero passa da "Ministero dei beni e delle attività culturali e del turismo" a "Ministero della cultura". Dal 22 ottobre 2022 al 6 settembre 2024 il ministro era Gennaro Sangiuliano, sostituito da Alessandro Giuli.
Nel 2023, in seguito all'eccessivo sfruttamento del Teatro greco di Siracusa, la Consulta di Filologia classica ha promosso una lettera di denuncia per la salvaguardia dell'antico Teatro greco di Siracusa. L'appello alla tutela del teatro, indirizzato al Ministro Gennaro Sangiuliano e ad altri enti di governo, ha creato un ampio dibattito pubblico sulla salvaguardia e tutela dei beni culturali.

### Denominazioni e organizzazione del ministero
| Ministero per i beni culturali e ambientali                   | Ministero per i beni culturali e ambientali |
| ------------------------------------------------------------- | --- |
|                                                               | - Legislazione: DL 657/1974 (convertito con Legge 5/1975) - Organizzazione: DPR 805/1975 (nuovo regolamento) |
| Ministero per i beni e le attività culturali                  | |
|                                                               | - Legislazione: D. Lgs. 368/1998 - Organizzazione: DPR 441/2000 (nuovo regolamento) - Legislazione: D. Lgs. 3/2004 - Organizzazione: DPR 173/2004 (nuovo regolamento) - Legislazione: Legge 233/2006 (istitutivo del Dipartimento del turismo in luogo della precedente Direzione generale Turismo incardinata presso il ministero delle attività produttive, ex art. 1, comma 19-ter, lett. c); trasferimento delle competenze in materia di sport al Dipartimento per le politiche giovanili e le attività sportive, ex art. 19, lett. a); Legge 286/2006 (che ha disposto la riorganizzazione in direzioni generali, ex art. 1, comma 94) - Organizzazione: DPR 2/2007 (modifiche al regolamento); DPR 233/2007 (nuovo regolamento); DPR 91/2009 (modifiche al regolamento) |
| Ministero dei beni e delle attività culturali e del turismo   | |
|                                                               | - Legislazione: Legge 71/2013 - Organizzazione: DPCM 171/2014 (nuovo regolamento) |
| Ministero per i beni e le attività culturali                  | |
|                                                               | - Legislazione: DL 86/2018 (convertito in Legge 97/2018) |
| Ministero per i beni e le attività culturali e per il turismo | |
|                                                               | - Legislazione: DL 104/2019 (convertito con Legge 132/2019) - Organizzazione: DPCM 76/2019; DPCM 169/2019 (nuovo regolamento) |
| Ministero della cultura (attuale denominazione)               | |
|                                                               | - Legislazione: DL 22/2021 (convertito in Legge 22 aprile 2021, n. 55) - Organizzazione: DPCM 169/2019, modificato con DPCM 123/2021 e con DPCM 167/2023; DPCM 57/2024 e DM 270/2024 modificato con DM 407/2024 (nuovo regolamento) |

## Organizzazione
La struttura organizzativa del dicastero è piuttosto complessa, ed è stata oggetto di ripetute modifiche. La struttura ministeriale dispone di uffici di diretta collaborazione del ministro e uffici propri del dicastero, a livello centrale, nonché di uffici periferici.

### Premessa
A partire dal 5 febbraio 2020 la struttura del Ministero è conformata a quanto pubblicato nel Decreto del Presidente del Consiglio dei ministri della Repubblica Italiana 2 dicembre 2019, n. 169. In precedenza, la struttura organizzativa e amministrativa del Ministero era regolata dal Decreto del presidente della Repubblica 26 novembre 2007, n. 233, finché nel 2014 non è stato applicato un nuovo regolamento. I regolamenti precedenti erano il Decreto del presidente della Repubblica 10 giugno 2004, n. 173 e il Decreto del presidente della Repubblica 28 settembre 2000, n. 441
L'organizzazione dell'amministrazione è stata inoltre interessata dalla Legge 24 giugno 2013, n. 71 che ha affidato le competenze del turismo al Ministero, con l'istituzione della Direzione generale per le politiche del turismo. Questa struttura fu oggetto di revisione ad opera del Decreto del Presidente del Consiglio dei ministri della Repubblica Italiana 29 agosto 2014, n. 171.

### Strutture centrali

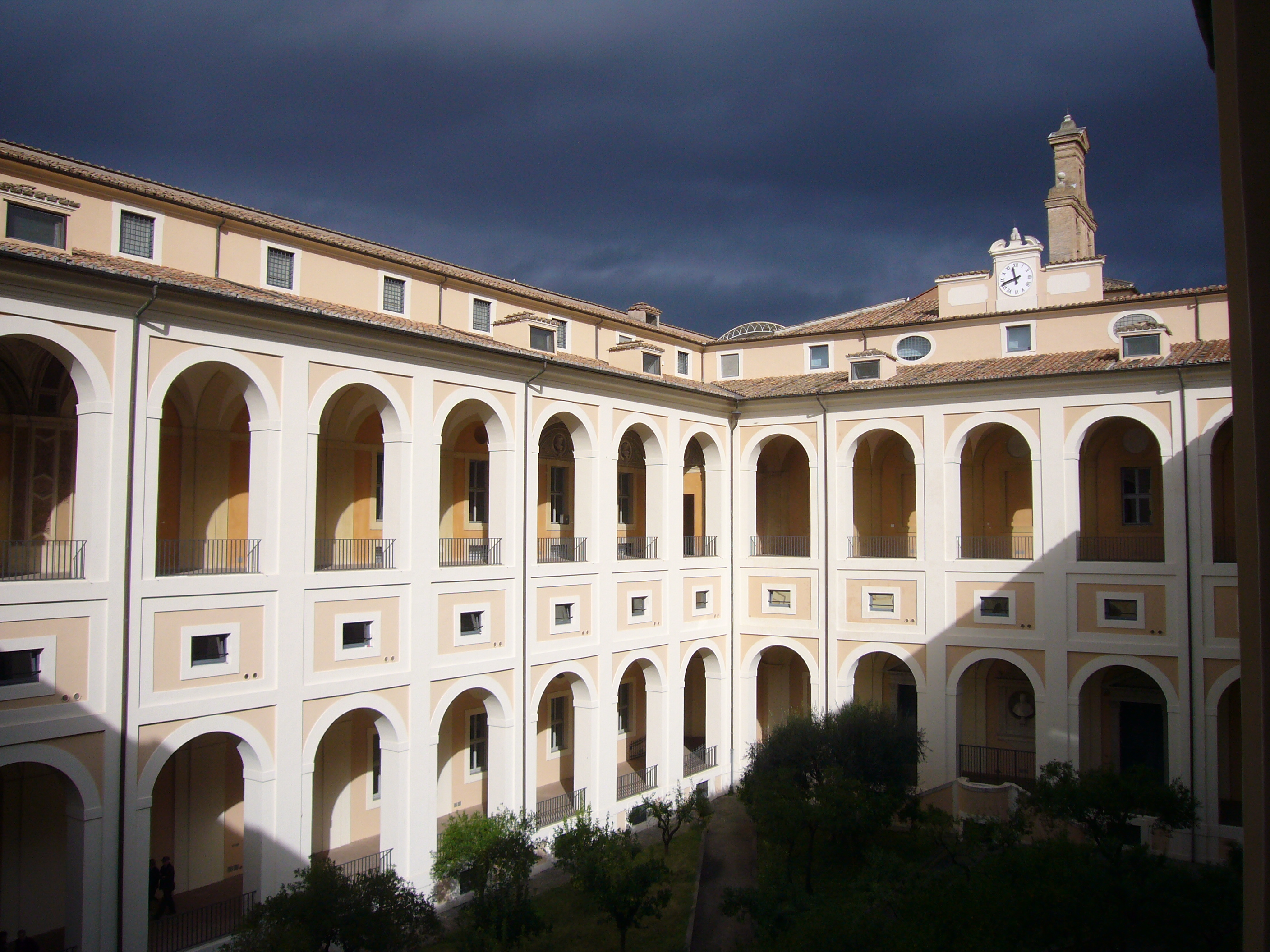
Complesso monumentale di San Michele a Ripa - sede della Direzione generale archeologia, belle arti e paesaggio (ABAP), dell'Istituto centrale per il catalogo e la documentazione (ICCD) e di altre direzioni e uffici del Ministero

Sono uffici di diretta collaborazione i seguenti:
- l'ufficio di gabinetto;
- la segreteria del ministro;
- la segreteria tecnica del Ministro;
- l'ufficio legislativo;
- l'ufficio stampa e comunicazione;
- le segreterie dei sottosegretari di Stato.

### Organi centrali del Ministero
Secondo quanto statuito dal Regolamento di organizzazione DPCM 169/2019, questa è l'attuale struttura del Ministero che vede attivo un Segretariato generale e, dopo la soppressione della Direzione generale Turismo che dal 2021 è divenuta Ministero del Turismo, undici direzioni generali:

#### Segretariato generale[11]
Il Segretariato generale, assicura il coordinamento e l'unità dell'azione amministrativa, elabora le direttive, gli indirizzi e le strategie concernenti l'attività complessiva del Ministero, coordina gli uffici e le attività del Ministero, vigila sulla loro efficienza e rendimento e riferisce periodicamente al Ministro gli esiti della sua attività. Il Segretario generale coordina inoltre le direzioni generali centrali e gli uffici dirigenziali generali periferici del Ministero ed è responsabile direttamente nei confronti del Ministro dell'attività di coordinamento e della puntuale realizzazione degli indirizzi impartiti dal ministro. Da aprile 2024 il Segretario generale è Mario Turetta.
Il Segretariato generale è organizzato in otto servizi:
- Servizio I - Coordinamento amministrativo;
- Servizio II - Ufficio UNESCO;
- Servizio III - Relazioni internazionali;
- Servizio IV - Programmazione;
- Servizio V - Contratti e attuazione programmi;
- Servizio VI - Eventi, mostre e manifestazioni;
- Servizio VII - Anticorruzione e servizio ispettivo;
- Servizio VIII - Attuazione PNRR e coordinamento della programmazione strategica

Inoltre, il DPCM 2 dicembre 2019 n. 169, così come modificato dal DPCM 24 giugno 2021, n. 123, ha istituito, fino al 31 dicembre 2026, l’Unità di Missione per l’attuazione del PNRR. Il Segretariato Generale coordina le iniziative e le attività connesse all’attuazione del PNRR, per la parte di competenza del Ministero.

#### Le direzioni generali[16]
- Direzione generale Archeologia, belle arti e paesaggio;
- Direzione generale Archivi;
- Direzione generale Biblioteche e diritto d'autore;
- Direzione generale Bilancio;
- Direzione generale Cinema e audiovisivo;
- Direzione generale Creatività Contemporanea;
- Direzione generale Educazione, ricerca e istituti culturali;
- Direzione generale Musei;
- Direzione generale Organizzazione;
- Direzione generale Sicurezza del patrimonio culturale;
- Direzione generale Spettacolo.

### Organi consultivi centrali
Operano presso il Ministero, quali organi consultivi a carattere tecnico-scientifico le strutture di consulenza e supporto di seguito indicate:
- Consiglio superiore per i beni culturali e paesaggistici;
- Consiglio superiore dello spettacolo (già Consiglio nazionale dello spettacolo);[17]
- Consiglio superiore del cinema e dell'audiovisivo;
- Comitato permanente di promozione del turismo in Italia (soppresso)

nonché sette comitati tecnico-scientifici:
- Comitato tecnico-scientifico per l'archeologia;
- Comitato tecnico-scientifico per le belle arti.
- Comitato tecnico-scientifico per il paesaggio;
- Comitato tecnico-scientifico per l'arte e l'architettura contemporanee;
- Comitato tecnico-scientifico per i musei e l'economia della cultura;
- Comitato tecnico-scientifico per gli archivi;
- Comitato tecnico-scientifico per le biblioteche e gli istituti culturali.

I comitati durano in carica tre anni e possono riunirsi in seduta congiunta a richiesta del Ministro o del Segretario generale per l'esame di questioni a carattere interdisciplinare.
Non è stata confermata, nell'attuale struttura, l'esistenza di due ulteriori comitati di carattere consultivo
- Comitato tecnico-scientifico speciale per la tutela del patrimonio storico della Prima Guerra Mondiale;
- Osservatorio nazionale per la qualità del Paesaggio.

### Istituti dotati di autonomia speciale
Tutti con sede a Roma, tranne ove indicato diversamente.
- Archivio Centrale dello Stato;
- Biblioteca Nazionale Centrale di Firenze;
- Biblioteca Nazionale Centrale di Roma;
- Centro per il libro e la lettura;
- Istituto centrale per gli archivi;
- Istituto centrale per i beni sonori ed audiovisivi;
- Istituto centrale per il catalogo e la documentazione;
- Istituto centrale per il catalogo unico delle biblioteche italiane e per le informazioni bibliografiche;
- Istituto centrale per il patrimonio immateriale;
- Istituto centrale per il restauro;
- Istituto centrale per l'archeologia;
- Istituto centrale per la digitalizzazione del patrimonio culturale;
- Istituto centrale per la grafica;
- Istituto centrale per la patologia degli archivi e del libro;
- Opificio delle pietre dure, con sede a Firenze;
- Soprintendenza nazionale per il patrimonio culturale subacqueo, con sede a Taranto;
- Soprintendenza speciale Archeologia Belle Arti e Paesaggio di Roma;
- Soprintendenza speciale per il PNRR;
- Ufficio del soprintendente speciale per le aree colpite dal sisma del 24 agosto 2016, con sede a Rieti e Roma.

Musei e parchi archeologici con autonomia speciale
Il ministero può deliberare la creazione di istituti dotati di autonomia speciale, cui affidare determinati musei e parchi archeologici statali di rilevante interesse nazionale. Gli istituti autonomi sono dotati di autonomia scientifica, finanziaria, contabile ed organizzativa, e dipendono funzionalmente dalla Direzione generale Musei.
Per un elenco completo degli istituti dotati di autonomia speciale e dei rispettivi siti assegnati, si rimanda all'apposito articolo.

### Organi periferici
L'organizzazione periferica del dicastero è alquanto complessa.
In primo luogo, è da notare che il ministero, eccetto quanto concerne il patrimonio archivistico, non esercita competenza sui beni culturali delle tre regioni autonome Sicilia, Trentino-Alto Adige e Valle d'Aosta, in quanto i rispettivi statuti speciali affidano la materia in maniera esclusiva alle predette.
Al vertice dell'organizzazione periferica si trovano 17 Segretariati regionali: essi presiedono la Commissione Regionale per il Patrimonio Culturale (Co.Re.Pa.Cu.) e coordinano l'attività di tutte le strutture periferiche del ministero site nella rispettiva regione. La loro attività coinvolge quindi:
- le 43 soprintendenze Archeologia, belle arti e paesaggio;[22]
- i 100 Archivi di Stato;[23]
- 38 delle 46 biblioteche pubbliche statali.[24]

I segretariati regionali coordinano anche le attività delle 17 Direzioni regionali Musei e della Direzione musei statali della città di Roma, alle quali è affidata la gestione ordinaria dei luoghi della cultura (musei e pinacoteche, aree e siti archeologici) non dotati di autonomia speciale.
Figurano infine 17 Soprintendenze archivistiche e bibliografiche, che - a differenza dei segretariati regionali e delle soprintendenze, - esercitano la loro competenza su tutte e 20 le regioni italiane, giacché (come scritto sopra) il patrimonio archivistico compete al ministero anche in Sicilia, Trentino-Alto Adige e Valle d'Aosta.

### Enti pubblici vigilati
Il ministero vigila anche sui seguenti enti pubblici:
- Accademia della Crusca;
- Accademia Nazionale dei Lincei;
- Edizione Nazionale dei Testi Mediolatini d'Italia;
- Fondazione Guglielmo Marconi;
- Giunta centrale per gli studi storici, che coordina l'attività di quattro istituti storici (Istituto italiano per la storia antica, Istituto storico italiano per il medio evo, Istituto storico italiano per l'età moderna e contemporanea, Istituto per la storia del Risorgimento italiano);
- Istituto italiano di numismatica;
- Istituto Domus Mazziniana;
- Unione accademica nazionale;
- Scuola archeologica italiana di Atene;
- Società Italiana degli Autori ed Editori;
- Museo storico della Liberazione;
- Consorzio Villa Reale e Parco di Monza;
- Consorzio delle Residenze Reali Sabaude.

### Società controllate
Il ministero esercita i diritti dell'azionista per le seguenti società, le cui azioni sono detenute dal Ministero dell'economia e delle finanze:
- Ales SpA[28], istituita nel 1999, è la società che fornisce "servizi qualificati finalizzati alla conservazione, valorizzazione e fruizione dei beni culturali". Ales è una società in house al MiC e nel 2012 ha gestito 27 progetti impiegando 545 persone[29].
- Arcus SpA[30], istituita nel 2004, è la "società per lo sviluppo dell'arte, della cultura e dello spettacolo". Arcus è una società in house al MiC e ad altri ministeri e nel 2010 aveva in gestione progetti per 105 milioni di euro[31].
- Istituto Luce Cinecittà,[32] erede dell'Istituto Luce, è la società[33] che conserva il ricco patrimonio multimediale italiano della prima metà del 1900, produce contenuti multimediali ed è proprietaria degli studi di Cinecittà.

### Comando Carabinieri per la Tutela del Patrimonio Culturale
Presso il Ministero opera il Comando Carabinieri per la Tutela del Patrimonio Culturale, quale struttura dei carabinieri specializzata, a diretta dipendenza funzionale del ministro. Gerarchicamente la struttura dipende dalla Divisione unità specializzate carabinieri.

## Logo

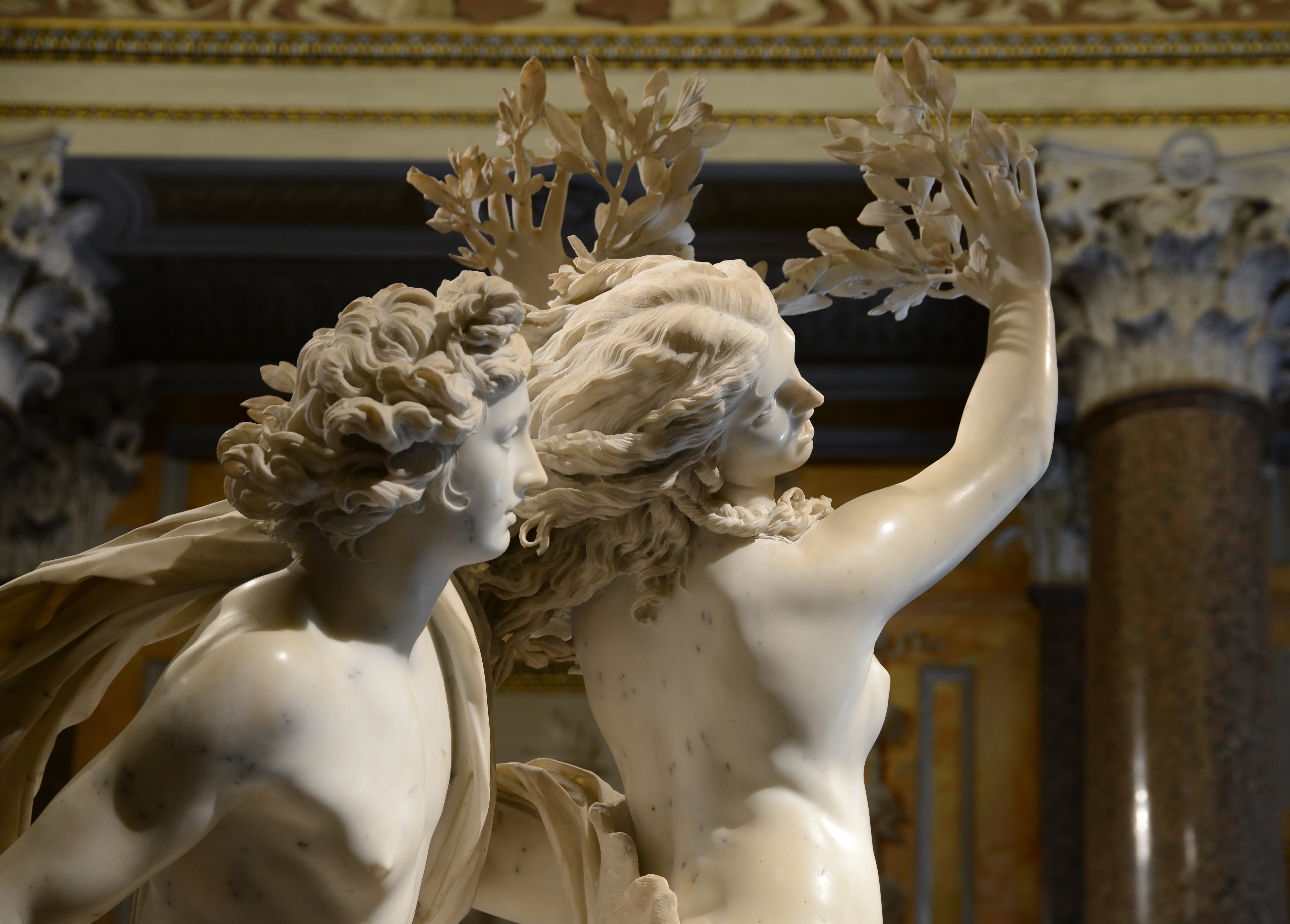
Apollo e Dafne (particolare)

Il logo del Ministero è ispirato al volto di Apollo, nel celebre gruppo scultoreo di Apollo e Dafne del Bernini conservato presso la Galleria Borghese.